# Chiesa di Santa Maria Maggiore (Bettona)
La Chiesa di Santa Maria Maggiore, nota anche come duomo, è l'edificio di culto principale di Bettona, nonché chiesa parrocchiale, e si trova nel centro storico del paese, affacciata su Piazza Cavour di fronte all'oratorio di Sant'Andrea e non lontano dal palazzo del Podestà.

## Storia

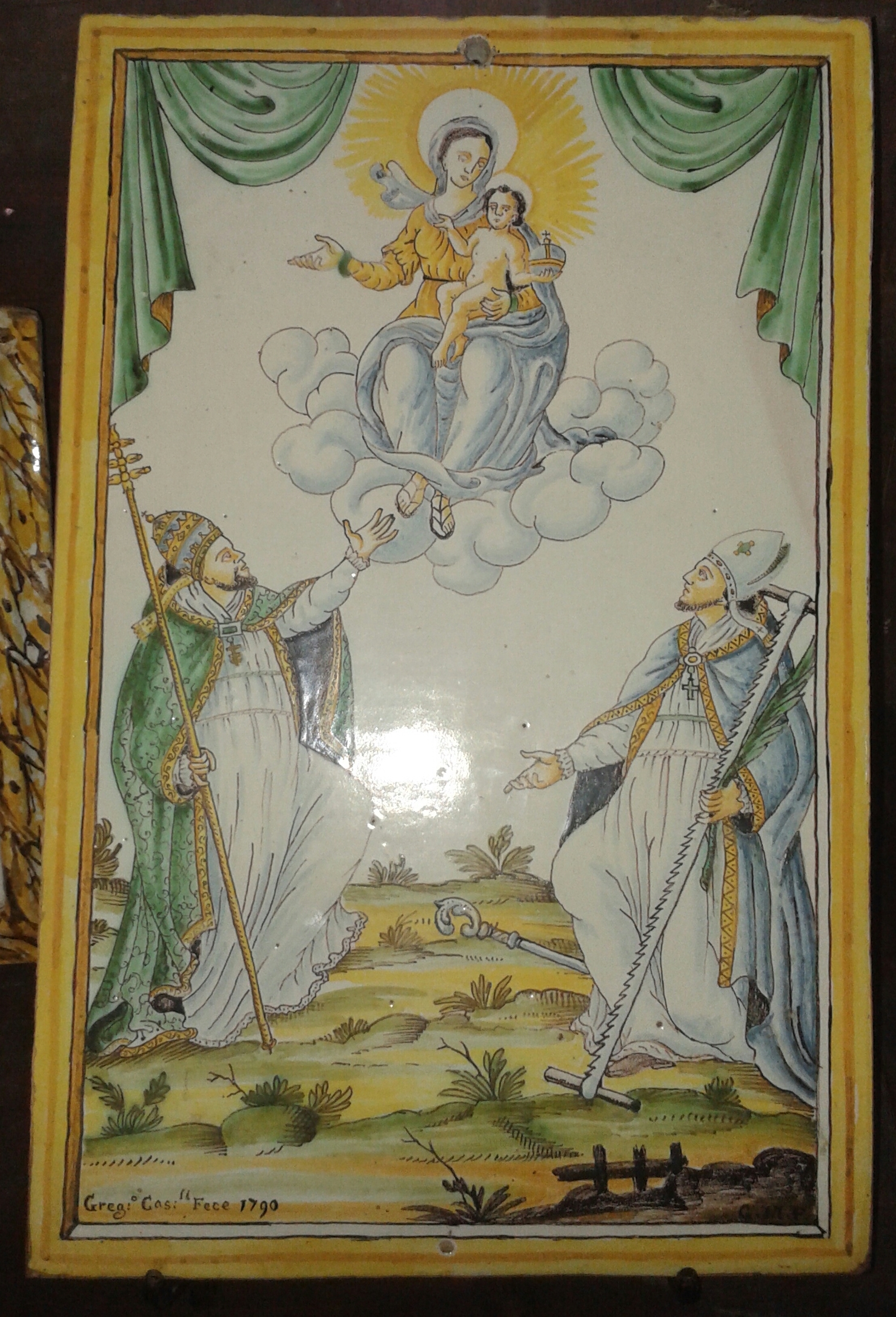
Targa votiva con la Madonna col Bambino, Papa e san Crispolto sulla destra, ceramica di Giovanni Meazzi conservata al Museo regionale della Ceramica di Deruta

L'edificio attuale ha subito molti rimaneggiamenti rispetto a quello originale che, secondo la leggenda, sorse nel luogo dove aveva compiuto un miracolo San Crispolto, ora santo patrono di Bettona, santo le cui spoglie ora riposano proprio in santa Maria Maggiore, trasferitevi dall'omonima chiesa, pericolante dopo il terremoto del 2017.
La chiesa gotica, con pianta a croce greca in forme gotiche di cui rimane solo cappella dedicata a Santa Rita, venne edificata all'inizio nel XIII secolo e, secondo la tradizione, la consacrazione avvenne il 19 ottobre 1225 con la partecipazione di tre vescovi ovvero quelli Assisi, di Foligno e Perugia.
Tuttavia anche la chiesa medievale è stata sostanzialmente ricostruita nel corso dei secoli, pertanto l'edificio attuale presenta un aspetto neoclassico risalente ai lavori compiuti fra il 1803 ed il 1816 su progetto dell'architetto Giovanni Cerrini, mentre la collegiata venne aggiunta nel 1797 grazie alla vendita di alcune chiese campestri e dei beni di alcune confraternite.

## Interni
L'interno presenta una navata unica e sette altari, quello maggiore risale al 1590 ed è opera di Cruciano Egiduzio, che realizzò anche il ciborio mentre l'anno precedente, precisamente il 17 aprile 1589 stando a quanto riportano i documenti, erano stati ricoperte di calce numerose pitture medievali giudicati vecchie dall'arciprete.
Degni di nota l'abside affrescata nel 1939 dal pittore futurista Gerardo Dottori, mentre parecchie opera d'arte provenienti dalla chiesa sono conservate nel locale museo civico.